# Templo Diez
Templo Diez is een Nederlandse alternatieve en folkrockband. De formatie rond de Franse songwriter en multi-instrumentalist Pascal Hallibert werd in 2002 opgericht in Den Haag. De band heeft gedurende zijn bestaan een wisselende bezetting gehad. Templo Diez heeft opgetreden in Nederland, Engeland, de Verenigde Staten en Canada.

## Geschiedenis
Templo Diez werd in 2002 opgericht door Hallibert, Leejon Verhaeg en Paolo Panza. In eigen beheer werd het album Hoboken uitgebracht. Een jaar later trad de band op tijdens SXSW. Hoboken werd heruitgegeven door het onafhankelijke platenlabel Muze. Er volgde een optreden op het festival In The City in Engeland, waar Templo Diez de enige Nederlandse band was. 
In 2004 werd de band uitgenodigd voor een showcase op NxNE in Canada. De band besloot hier een tournee van twee weken aan te koppelen en trok door verschillende steden in Noord-Amerika. In 2005 speelde Templo Diez tijdens KoninginneNach in de thuisstad Den Haag. Er kwam opnieuw een uitnodiging van NxNE, ditmaal voor een volwaardig optreden. De band plakte hier wederom een tour door Noord-Amerika aan vast maar deed meer steden aan. Van 13 tot en met 16 september 2005 gaf de band vier optredens in de Verenigde Staten, waaronder in de muziekclub CBGB. De Venezolaanse zangeres-bassiste Gloribel Hernández versterkte de bezetting.
Voor het Franse label Hinah werd in 2008 de ep Crowheart opgenomen. Hernández nam de zang voor haar rekening op het gehele album. Ze keerde terug naar Venezuela, waar ze in 2010 op 39-jarige leeftijd overleed.
In 2015 lastte de band een sabbatical in. Vijf jaar later kwamen de leden weer bij elkaar en werd het album Starlight uitgebracht.

## Discografie

### Ep's
- Crowheart, 2008
- Freiheit, 2010

### Albums
- Hoboken, 2003
- Winterset, 2006
- Merced, 2009
- Greyhounds, 2011
- Constellations, 2015
- Starlight, 2020